# The Force (KATSUMIの曲)
「The Force」（ザ・フォース）は、KATSUMIの7枚目のシングル。

## 解説
前作『Come On』から1年ぶりにリリースされた。
当時のKATSUMIのシングルのインターバルで一番長い楽曲である。
1992年発売の唯一のシングル。
表題曲「The Force」は、本作に収録されているオリジナル・バージョンでのアルバム収録はされていない。
オリジナル・アルバムもベスト・アルバムも「Energy Mix」と冠された、別ミックスのバージョンで収録されているためである。
カップリング曲「Find Your Way」は、1stベスト・アルバム『LINKAGE』収録曲で、当初は7thシングルの表題曲として予定されていた。
KATSUMIのシングルで珍しく表題曲のオフヴォーカルが収録されていない。

## 収録曲
全曲作詞：渡辺克巳／作曲：石川洋／編曲：武部聡志
1. The Force
2. Find Your Way